# توني بينيت (لاعب كرة قدم أمريكية)
توني بينيت (بالإنجليزية: Tony Bennett)‏ هو لاعب كرة قدم أمريكية أمريكي، ولد في 1 يوليو 1967 في أليغاتور في الولايات المتحدة.

## وصلات خارجية
- توني بينيت على موقع مرجع كرة القدم المحترفة.كوم (الإنجليزية)